# Pherallodus
Pherallodus is een geslacht van straalvinnige vissen uit de familie van schildvissen (Gobiesocidae).

## Soorten
- Pherallodus indicus (Weber, 1913)
- Pherallodus smithi Briggs, 1955